# ديك روث
ديك روث (بالإنجليزية: Dick Roth)‏ هو سباح أمريكي، (ولد في بالو ألتو في الولايات المتحدة 1947  م)

## روابط خارجية
- ديك روث على موقع الاتحاد الدولي للسباحة (الإنجليزية)
- ديك روث على موقع أوليمبيديا (الإنجليزية)